# 锚

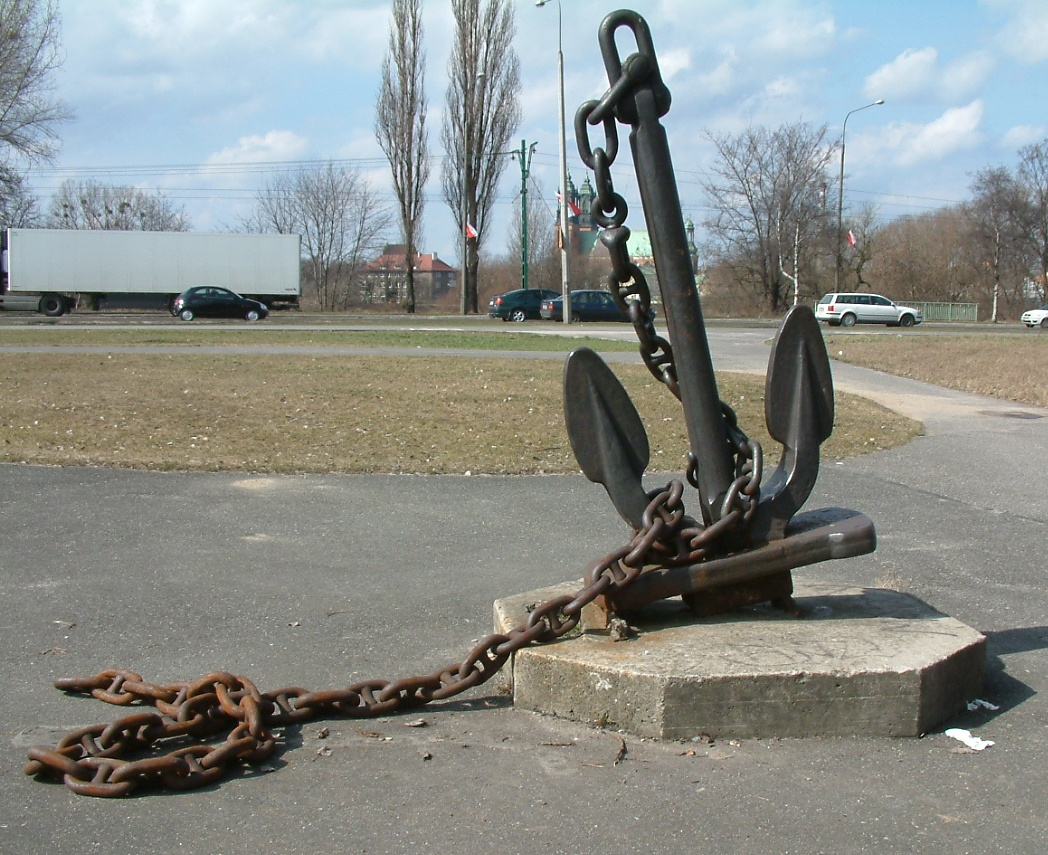
放置於波蘭波茲南的錨

锚是船舶停泊时固定船只，使之不能漂走的工具。一般主锚都是设置在船头两侧，而輔助锚是设置在船尾的。
古代的锚往往是只是一块石头、一个袋子石头、沙子，后来锚的外形演变成了三角形。
錨是海軍的精神象徵，在多數國家的軍艦旗能夠看到錨的圖案。在一些港口或海軍學校、海事學校，常會將退役船艦的錨放置於陸地上做為紀念及展示之用。

## 符號
在Unicode之雜項符號區段中，錨的符號為U+2693 ⚓ 。